# Hippodrome de Fuchū
L'hippodrome de Fuchu (en japonais : 東京競馬場) se trouve dans la ville de Fuchū, (région de Tama, près de Tokyo) au Japon.
Ouvert en 1933, il accueille de nombreuses courses hippiques de plat, notamment le Tokyo Yushun (Derby Japonais), le Tenno Sho d'automne la plus célèbre course japonaise, la Japan Cup.